# Classe Terrible
Pour les articles homonymes, voir Terrible.
La classe Terrible (aussi appelée classe Indomptable) est une classe de quatre cuirassés à barbettes construits pour la Marine française dans les années 1880.

## Conception
La conception des cuirassés garde-côtes de classe Terrible est dirigée par le directeur des constructions navales Sabattier en 1877. Ils sont plus grands que la classe Tempête précédente, afin de porter des canons de 42 cm modèle 1875, placés dans deux tourelles barbettes. Deux machines de 6 000 chevaux propulsent les navires à une vitesse de 15 nœuds (27,8 kilomètres par heure). De 1900 à 1902 les navires subissent une refonte : le fer remplace le bois et les deux canons de 42 cm en tourelles barbettes sont remplacés par des canons de 274 mm modèle 1893-1896 en tourelles fermées. Deux canons de 100 mm sont aussi rajoutés. Les machines compound sont remplacées par des machines à triple expansion et les chaudières cylindriques par des chaudières à tubes d'eau. Ils développent ainsi une puissance de 7 000 chevaux.

## Unités de la classe
| Nom         | Chantier                          | Quille           | Lancement      | Mise en service   | Destin                                                                   |
| ----------- | --------------------------------- | ---------------- | -------------- | ----------------- | ------------------------------------------------------------------------ |
| Terrible    | Arsenal de Brest                  | 10 décembre 1877 | 29 mars 1881   | 1er décembre 1886 | Rayé des listes en 1908, démoli en 1914                                  |
| Indomptable | Arsenal de Lorient                | 15 décembre 1877 | septembre 1883 | février 1887      | Rayé des listes en 1910, utilisé comme ponton jusqu'en 1929, puis démoli |
| Requin      | Forges et Chantiers de la Gironde | 15 novembre 1878 | 13 juin 1885   | 1er décembre 1888 | Rayé des listes en février 1920, démoli en 1922                          |
| Caïman      | Arsenal de Toulon                 | 16 août 1878     | 21 mai 1885    | 21 août 1888      | Rayé des listes en 1910, utilisé comme ponton jusqu'en 1927, puis démoli |